# Голос. Дети (Россия, сезон 8)
Восьмой сезон телевизионного шоу «Голос. Дети» транслировался на российском «Первом канале» в период с 12 февраля по 30 апреля 2021 года. Наставниками в этом сезоне стали Баста, Светлана Лобода и Егор Крид.
Победителем восьмого сезона стал Владислав Тюкин.

## Ведущие
Дмитрий Нагиев и Агата Муцениеце остались ведущими проекта.

Ведущие сезона
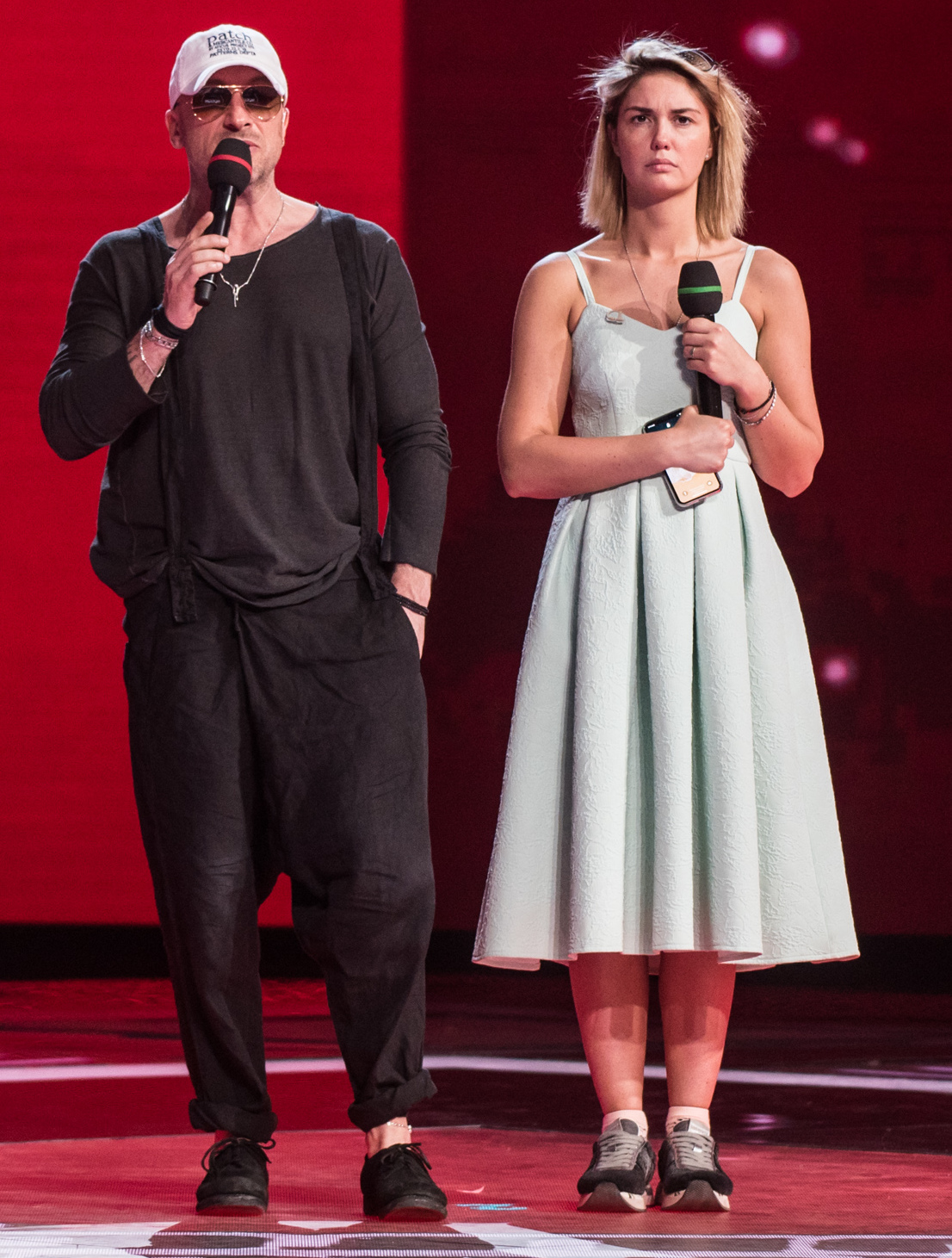
Дмитрий Нагиев и Агата Муцениеце

## Наставники

Наставники сезона
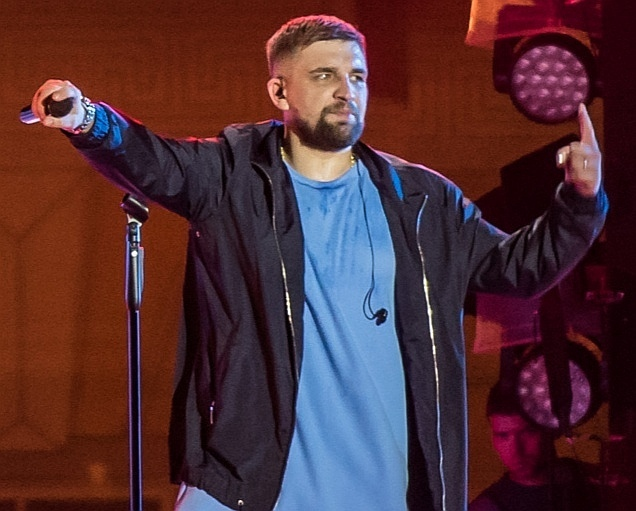
Баста
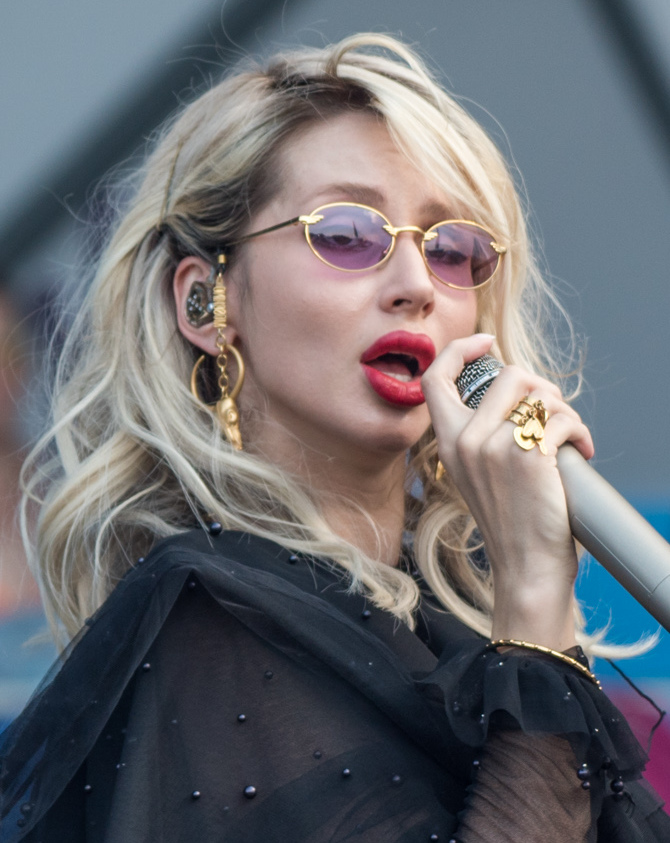
Светлана Лобода
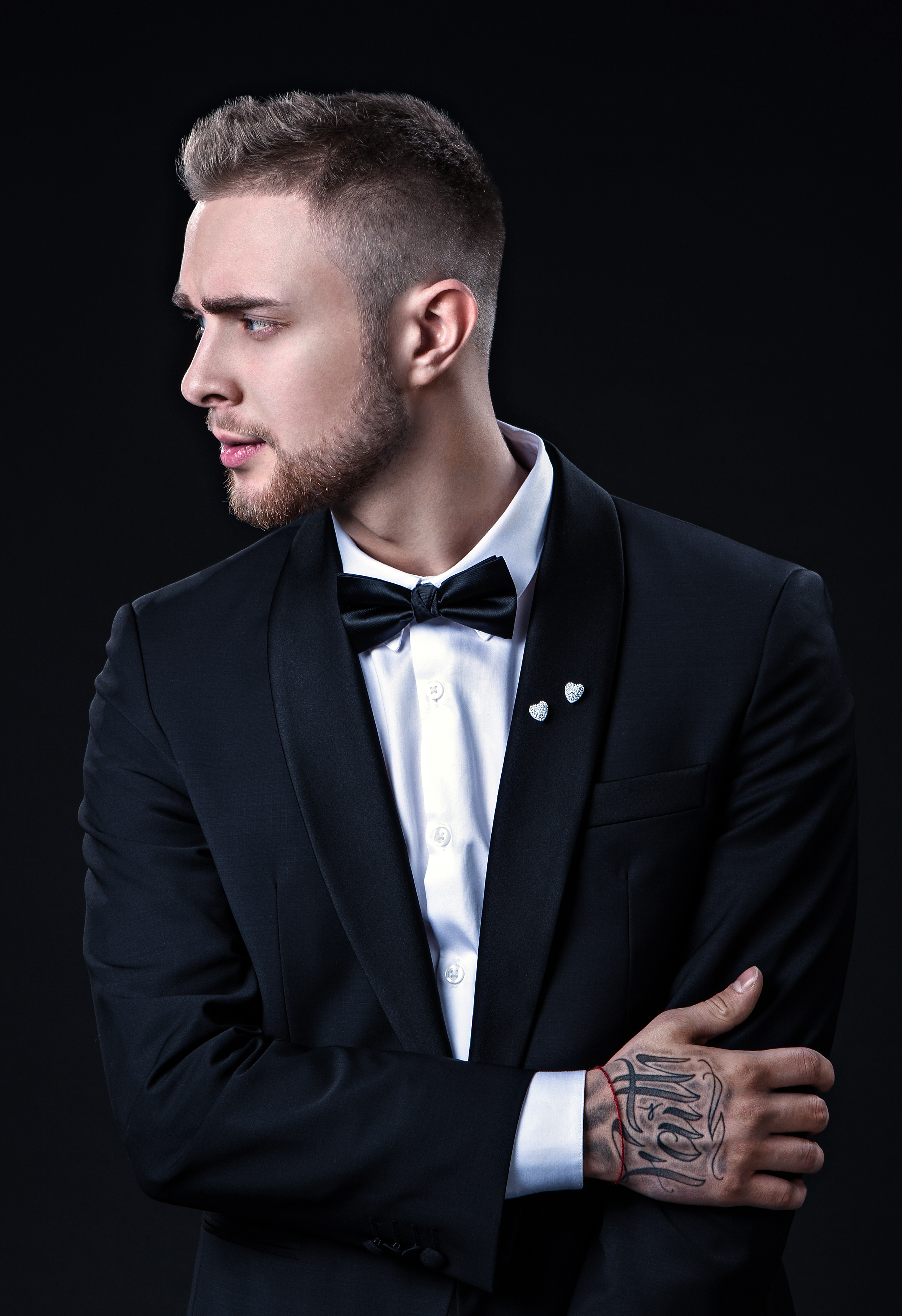
Егор Крид

- Баста — рэп-исполнитель, композитор, продюсер.
- Светлана Лобода — украинская певица, автор песен, представительница Украины на песенном конкурсе «Евровидение-2009», заслуженная артистка Украины.
- Егор Крид — российский певец, автор песен, актёр.

## Команды
| - Первое место - Второе место - Третье место | - Выбыл в финале - Выбыл в дополнительном этапе - Выбыл в поединках |

| Баста | Мария Политикова    | Кира Гоголадзе       | Тимофей Завалинич   | Василиса Суюнова   | Полина Данильченко  |
| Баста | Полина Ли           | Габриэль Александров | Ай-Херел Шулуу      | Елизавета Хенкина  | Валерия Боченкова   |
| Баста | Екатерина Табарина  | Диана Вахиба         | Денис Кучер         | Арина Миленко      | Анна Юркевич        |
| Светлана Лобода | Владислав Тюкин     | София Фанта          | Юлия Гаврилова      | Мирон Проворов     | Ксения Коваленко    |
| Светлана Лобода | Макар Смыслов       | Василиса Грушевская  | Анна Качуровская    | Елизавета Рогозина | Андрей Аверин       |
| Светлана Лобода | Полина Сюткина      | Ялкы Сака            | Милана Компаниченко | Сафина Шафигулина  | Варвара Бутко       |
| Егор Крид | Елизавета Трофимова | Алиса Трифонова      | Анна Волкова        | Георгий Дзебоев    | София Медведева     |
| Егор Крид | Арсений Слесарев    | Ева Темнюк           | Таисия Хабибуллина  | Кирилл Томилин     | Маргарита Бавская   |
| Егор Крид | Ева Поклонская      | Евгения Гайдова      | Пётр Затолочный     | Даниэль Голяна     | Станислав Кашеваров |
| Курсивом выделены участники, выбывшие на этапе «Песня на вылет», но продолжившие участие в «Дополнительном этапе» и прошедшие в Финал. |                     |                      |                     |                    |                     |

## Слепые прослушивания

### Выпуск № 1: Слепые прослушивания. 1-я неделя
Выпуск вышел в эфир 12 февраля 2021 года. В начале выпуска наставники проекта Баста, Светлана Лобода и Егор Крид исполнили песню «Get the Party Started».
| №  | Исполнитель                                                                   | Песня | Выбор участников и наставников | Выбор участников и наставников | Выбор участников и наставников |
| №  | Исполнитель                                                                   | Песня | Баста                          | Лобода                         | Крид                           |
| -- | ----------------------------------------------------------------------------- | --- | ------------------------------ | ------------------------------ | ------------------------------ |
| 1  | Мирон Проворов ( 7 лет, Рыбинск, Ярославская область)                         | «Батарейка» / «FRIENDS» (Валерий Жуков / Кристофер Комсток / Энн-Мари Николсон / Ричард Бордман / Жасмин Томпсон / Натали Данн / Сара Блэнчард / Пабло Боумэн / Иден Андерсон) |                                |                                |                                |
| 2  | Алиса Трифонова (12 лет, Москва)                                              | «Shallow» (Стефани Джерманотта / Энтони Россомандо / Марк Ронсон / Эндрю Блэкмор)                                                                                              |                                |                                |                                |
| 3  | Елизавета Хенкина (10 лет, Калуга)                                            | «Evil Gal Blues» (Леонард Федер / Лайонел Хэмптон) |                                |                                | —                              |
| 4  | Максим Толкачёв (10 лет, Москва)                                              | «Прятки» (Александр Алиев / Наваи Бакиров) | —                              | —                              | —                              |
| 5  | Милана Компаниченко (15 лет, Лобня, Московская область)                       | «idontwannabeyouanymore» (Билли Айлиш / Финнеас О’Коннелл) |                                |                                | —                              |
| 6  | Алиса Щербань (7 лет, Москва)                                                 | «Tutti Frutti» (Дороти Лабостри / Джо Лубин / Ричард Пенниман) | —                              | —                              | —                              |
| 7  | Макар Смыслов (11 лет, Иваново)                                               | «Львиное сердце» (Марк Лукашев) |                                |                                |                                |
| 8  | София Фанта (13 лет, Раменское, Московская область)                           | «Run to You» (Аллан Рич / Джад Фридман) | —                              |                                | —                              |
| 9  | Полина Данильченко (8 лет, Москва)                                            | «Bim bam toi» (Барбара Прави) |                                | —                              | —                              |
| 10 | Фёдор Шпагин (13 лет, Арзамас, Нижегородская область)                         | «Я не умею танцевать» (Виктор Резников / Юрий Бодров) | —                              | —                              | —                              |
| 11 | Таисия Хабибуллина (10 лет, Сургут, Ханты-Мансийский автономный округ — Югра) | «Broken Vow» (Лара Фабиан / Уолтер Афанасьефф) | —                              | —                              |                                |

### Выпуск № 2: Слепые прослушивания. 2-я неделя
Выпуск вышел в эфир 20 февраля 2021 года.
| № | Исполнитель                             | Песня | Выбор участников и наставников | Выбор участников и наставников | Выбор участников и наставников |
| № | Исполнитель                             | Песня | Баста                          | Лобода                         | Крид                           |
| - | --------------------------------------- | --- | ------------------------------ | ------------------------------ | ------------------------------ |
| 1 | Мария Политикова (13 лет, Рязань)       | «Реченька» (музыка и слова народные)                                                                                 |                                |                                |                                |
| 2 | Андрей Аверин (8 лет, Санкт-Петербург)  | «Le temps des cathédrales» (Люк Пламондон / Риккардо Коччанте / Юлий Ким)                                            |                                |                                |                                |
| 3 | Арина Миленко (14 лет, Челябинск)       | «Sing, Sing, Sing (With a Swing)» (Луи Прима)                                                                        |                                | —                              |                                |
| 4 | Фёдор Уваров (14 лет, Москва)           | «Поздний вечер в Сорренто» (Владимир Бородин / Александр Шматько)                                                    | —                              | —                              | —                              |
| 5 | Анна Волкова (8 лет, Москва)            | «My Heart Will Go On» (Джеймс Хорнер / Уилл Дженнингс)                                                               | —                              | —                              |                                |
| 6 | Василиса Кожемякина (9 лет, Москва)     | «L-O-V-E» (Милт Геблер / Берт Кэмпферт)                                                                              | —                              | —                              | —                              |
| 7 | Георгий Дзебоев (13 лет, Владивосток)   | «УВЛИУВТ» (Дмитрий Монатик)                                                                                          |                                | —                              |                                |
| 8 | Василиса Грушевская (12 лет, Москва)    | «Creep» (Том Йорк / Колин Гринвуд / Эдвард О’Брайн / Джонни Гринвуд / Альберт Хаммонд / Филип Селуэй / Майк Хэзлвуд) |                                |                                |                                |
| 9 | Диана Вахиба (11 лет, Хургада, Египет ) | «Into the Unknown» (Роберт Лопес / Кристен Андерсон-Лопес)                                                           |                                | —                              | —                              |

### Выпуск № 3: Слепые прослушивания. 3-я неделя
Выпуск вышел в эфир 26 февраля 2021 года.
| № | Исполнитель                                                    | Песня                                                              | Выбор участников и наставников | Выбор участников и наставников | Выбор участников и наставников |
| № | Исполнитель                                                    | Песня                                                              | Баста                          | Лобода                         | Крид                           |
| - | -------------------------------------------------------------- | ------------------------------------------------------------------ | ------------------------------ | ------------------------------ | ------------------------------ |
| 1 | Арсений Слесарев (13 лет, Москва)                              | «A Little Less Conversation» (Мак Дэвис / Билли Стрендж)           | —                              | —                              |                                |
| 2 | Юлия Гаврилова (13 лет, с. Кинель-Черкассы, Самарская область) | «Ай вы, цыгане» (музыка и слова народные)                          |                                |                                |                                |
| 3 | София Каменева (8 лет, Рязань)                                 | «Канатоходка» (Алла Пугачёва / Илья Резник)                        | —                              | —                              | —                              |
| 4 | Тимофей Завалинич (11 лет, Новороссийск, Краснодарский край)   | «Беспечный ангел» (Барри Хэй / Джордж Койманс / Маргарита Пушкина) |                                | —                              |                                |
| 5 | Полина Сюткина (8 лет, Тюмень)                                 | «What About Us» (Алиша Мур / Стив Маккатчен / Джонни Макдэйд)      |                                |                                |                                |
| 6 | Егор Свиридов (6 лет, Екатеринбург)                            | «Ничего на свете лучше нету» (Геннадий Гладков / Юрий Энтин)       | —                              | —                              | —                              |
| 7 | Евгения Гайдова (15 лет, Кондрово, Калужская область)          | «A Song for You» (Леон Расселл)                                    |                                |                                |                                |
| 8 | Ксения Галецкая (13 лет, Минск, Республика Беларусь )          | «Драмы больше нет» (Геннадий Дудин)                                | —                              | —                              | —                              |
| 9 | Полина Ли (14 лет, Санкт-Петербург)                            | «Underneath Your Clothes» (Шакира Риполл / Лестер Мендес)          |                                | —                              | —                              |

### Выпуск № 4: Слепые прослушивания. 4-я неделя
Выпуск вышел в эфир 5 марта 2021 года.
| № | Исполнитель                                         | Песня                                                     | Выбор участников и наставников | Выбор участников и наставников | Выбор участников и наставников |
| № | Исполнитель                                         | Песня                                                     | Баста                          | Лобода                         | Крид                           |
| - | --------------------------------------------------- | --------------------------------------------------------- | ------------------------------ | ------------------------------ | ------------------------------ |
| 1 | Маргарита Бавская (8 лет, Новосибирск)              | «Ангелы в танце» (Дмитрий Лорен)                          |                                |                                |                                |
| 2 | Никита Салов (14 лет, Санкт-Петербург)              | «Разпрягайте, хлопцы, кони» (музыка и слова народные)     | —                              | —                              | —                              |
| 3 | Пётр Затолочный (7 лет, Санкт-Петербург)            | «Don’t Worry Be Happy» (Роберт Макферрин-младший)         |                                | —                              |                                |
| 4 | Елизавета Трофимова (12 лет, Москва)                | «Overjoyed» (Стиви Уандер)                                |                                |                                |                                |
| 5 | Диана Тихомирова (7 лет, Санкт-Петербург)           | «Эй, вы там, наверху» (Раймонд Паулс / Илья Резник)       | —                              | —                              | —                              |
| 6 | Денис Кучер (14 лет, Евпатория, Украина )           | «Ты так красива» (Александр Чемеров / Изольда Четха)      |                                | —                              | —                              |
| 7 | Екатерина Табарина (12 лет, Нур-Султан, Казахстан ) | «Проснись и пой» (Геннадий Гладков / Владимир Луговой)    |                                | —                              | —                              |
| 8 | Дария Ханке (11 лет, Лаппеэнранта, Финляндия )      | «Crazy» (Дезмонд Чайлд / Энтони Перри / Стивен Талларико) | —                              | —                              | —                              |
| 9 | Анна Качуровская (13 лет, Москва)                   | «Basin Street Blues» (Спенсер Уильямс)                    |                                |                                | —                              |

### Выпуск № 5: Слепые прослушивания. 5-я неделя
Выпуск вышел в эфир 12 марта 2021 года.
| № | Исполнитель                                          | Песня                                                                              | Выбор участников и наставников | Выбор участников и наставников | Выбор участников и наставников |
| № | Исполнитель                                          | Песня                                                                              | Баста                          | Лобода                         | Крид                           |
| - | ---------------------------------------------------- | ---------------------------------------------------------------------------------- | ------------------------------ | ------------------------------ | ------------------------------ |
| 1 | Ай-Херел Шулуу (12 лет, Булун-Бажы, Республика Тыва) | «Billie Jean» (Майкл Джексон)                                                      |                                |                                |                                |
| 2 | Марианна Гекман (9 лет, Краснознаменск)              | «Белая река» (Байгали Серкебаев / Еркеш Шакеев)                                    | —                              | —                              | —                              |
| 3 | Анна Юркевич (11 лет, Минск, Республика Беларусь )   | «Survivor» (Энтони Дент / Бейонсе Ноулз / Мэтью Ноулз)                             |                                |                                |                                |
| 4 | Даниэль Голяна (8 лет, Санкт-Петербург)              | «Моя маленькая бейба» (Игорь Сукачёв / Сергей Галанин / Вадим Певзнер)             | —                              | —                              |                                |
| 5 | Ева Темнюк (13 лет, Подольск, Московская область)    | «Me Voy» (Ясмин Леви)                                                              |                                | —                              |                                |
| 6 | Василиса Суюнова (14 лет, Троицк)                    | «Toy» (Став Бегер / Дорон Медалье / Авшалом Ариэль / Джек Уайт / Даниэла Устинова) |                                |                                |                                |
| 7 | Вышан Казаченко (12 лет, Красноярск)                 | «Georgia on My Mind» (Хоги Кармайкл / Стюарт Горрелл)                              | —                              | —                              | —                              |
| 8 | Амина Гасымова (10 лет, Москва)                      | «Вальс-бостон» (Александр Розенбаум)                                               | —                              | —                              | —                              |
| 9 | Ксения Коваленко (10 лет, Новосибирск)               | «Route 66» (Бобби Труп)                                                            | —                              |                                | —                              |

### Выпуск № 6: Слепые прослушивания. 6-я неделя
Выпуск вышел в эфир 19 марта 2021 года.
| № | Исполнитель                                               | Песня                                                   | Выбор участников и наставников | Выбор участников и наставников | Выбор участников и наставников |
| № | Исполнитель                                               | Песня                                                   | Баста                          | Лобода                         | Крид                           |
| - | --------------------------------------------------------- | ------------------------------------------------------- | ------------------------------ | ------------------------------ | ------------------------------ |
| 1 | Сафина Шафигулина (7 лет, Самара)                         | «Опять метель» (Константин Меладзе / Джахан Поллыева)   | —                              |                                | —                              |
| 2 | Филипп Литвинов † (13 лет, Москва)                        | «Johnny B. Goode» (Чак Берри / Алексей Караковский)     | —                              | —                              | —                              |
| 3 | Ева Поклонская (14 лет, Новороссийск, Краснодарский край) | «It’s a Man’s World» (Джеймс Браун / Бетти Джин Ньюсом) |                                |                                |                                |
| 4 | Кирилл Томилин (9 лет, Москва)                            | «Царевна» (Александр Лунёв / Олег Томашевский)          |                                | —                              |                                |
| 5 | Ялкы Сака (13 лет, Анталья, Турция )                      | «I Have Nothing» (Дэвид Фостер / Линда Томпсон)         |                                |                                |                                |
| 6 | Стефания Ростовцева (7 лет, Москва)                       | «Pardonne-moi ce caprice d'enfant» (Патриция Карли)     | —                              | —                              | —                              |
| 7 | Елена Чеснокова (14 лет, Подольск, Московская область)    | «Белым снегом» (Евгений Родыгин / Григорий Варшавский)  | —                              | —                              | —                              |
| 8 | Владислав Тюкин (12 лет, Санкт-Петербург)                 | «Feelings» (Моррис Альберт / Лулу Гастэ)                | —                              |                                | —                              |
| 9 | Кира Гоголадзе (14 лет, Владимир)                         | «Contigo en la Distancia» (Сесар Портильо)              |                                | —                              | —                              |

### Выпуск № 7: Слепые прослушивания. 7-я неделя
Выпуск вышел в эфир 27 марта 2021 года.
| № | Исполнитель                                                 | Песня | Выбор участников и наставников | Выбор участников и наставников | Выбор участников и наставников |
| № | Исполнитель                                                 | Песня | Баста                          | Лобода                         | Крид                           |
| - | ----------------------------------------------------------- | --- | ------------------------------ | ------------------------------ | ------------------------------ |
| 1 | Габриэль Александров (12 лет, Москва)                       | «Historia de un amor» (Карлос Элета Альмаран / Сергей Дедов)                                                                       |                                |                                | —                              |
| 2 | Елизавета Рогозина (10 лет, Звенигород, Московская область) | «В городе моём» (Алла Пугачёва / Илья Резник)                                                                                      |                                |                                |                                |
| 3 | Элина Нигматуллина (8 лет, Казань, Республика Татарстан)    | «Пой, гармошка, веселей» (Александр Аверкин / Виктор Боков)                                                                        | —                              | —                              | —                              |
| 4 | София Медведева (11 лет, Москва)                            | «If I Ain’t Got You» (Алиша Киз)                                                                                                   |                                |                                |                                |
| 5 | Тимур Ушаков (13 лет, Калуга)                               | «I Wish» / «Never Say Never» (Стиви Уандер / Адам Мессинджер / Насри / Омарр Рамберт / Джейден Смит / Джастин Бибер / Кук Харрелл) | —                              | —                              | —                              |
| 6 | Валерия Боченкова (6 лет, Санкт-Петербург)                  | «Roar» (Лукаш Готтвальд / Кэти Хадсон / Бонни Макки / Мартин Сандберг / Генри Уолтер)                                              |                                | —                              | —                              |
| 7 | Алиса Семиволос (10 лет, Новороссийск, Краснодарский край)  | «Паруса» (Юлия Зиверт / Богдан Леонович)                                                                                           | Полная команда                 | —                              | —                              |
| 8 | Станислав Кашеваров (10 лет, Энгельс, Саратовская область)  | «L’italiano» (Тото Кутуньо / Кристиано Минеллоно)                                                                                  | Полная команда                 |                                |                                |
| 9 | Варвара Бутко (12 лет, Москва)                              | «How Deep Is Your Love» (Робин Гибб / Барри Гибб / Морис Гибб)                                                                     | Полная команда                 |                                | Полная команда                 |

## Поединки и Песня на вылет

### Выпуск № 8: «Поединки» и «Песня на вылет». Команда Басты
Выпуск вышел в эфир 2 апреля 2021 года.

#### Поединки
| № | Победитель         | Песня                                                                                                  | Проигравшие       | Проигравшие          |
| - | ------------------ | --- | ----------------- | -------------------- |
| 1 | Полина Данильченко | «Pretty Fly (for a White Guy)» (Брайан Холланд)                                                        | Валерия Боченкова | Анна Юркевич         |
| 2 | Мария Политикова   | «Метелица» (Александр Шульгин)                                                                         | Полина Ли         | Екатерина Табарина   |
| 3 | Тимофей Завалинич  | «Blinding Lights» (Мартин Сандберг / Ахмад Бальше / Джейсон Куиннвилль / Оскар Холтер / Эйбел Тасфайе) | Ай-Херелл Шулуу   | Денис Кучер          |
| 4 | Кира Гоголадзе     | «Ой у вишневому саду» (музыка и слова народные)                                                        | Диана Вахиба      | Габриэль Александров |
| 5 | Василиса Суюнова   | «Sinner Man» (Нина Симон)                                                                              | Арина Миленко     | Елизавета Хенкина    |

#### Песня на вылет
| № | Участник           | Песня                                                                              | Результат                    |
| - | ------------------ | ---------------------------------------------------------------------------------- | ---------------------------- |
| 1 | Полина Данильченко | «Bim bam toi» (Барбара Прави)                                                      | Прошла в дополнительный этап |
| 2 | Мария Политикова   | «Реченька» (музыка и слова народные)                                               | Прошла в финал               |
| 3 | Тимофей Завалинич  | «Беспечный ангел» (Барри Хэй / Джордж Койманс / Маргарита Пушкина)                 | Прошёл в дополнительный этап |
| 4 | Кира Гоголадзе     | «Contigo en la Distancia» (Сесар Портильо)                                         | Прошла в финал               |
| 5 | Василиса Суюнова   | «Toy» (Став Бегер / Дорон Медалье / Авшалом Ариэль / Джек Уайт / Даниэла Устинова) | Прошла в дополнительный этап |

### Выпуск № 9: «Поединки» и «Песня на вылет». Команда Светланы Лободы
Выпуск вышел в эфир 9 апреля 2021 года.

#### Поединки
| № | Победитель       | Песня | Проигравшие         | Проигравшие         |
| - | ---------------- | --- | ------------------- | ------------------- |
| 1 | София Фанта      | «My Kind of Love» (Эмели Санде / Эмиль Хейни / Дэниэл Танненбаум)                                                                         | Ялкы Сака           | Василиса Грушевская |
| 2 | Мирон Проворов   | «Почему?» (Земфира Рамазанова) | Елизавета Рогозина  | Сафина Шафигулина   |
| 3 | Юлия Гаврилова   | «Dusk Till Dawn» / «Со вечора, с полуночи» (Сиа Фёрлёр / Зейн Малик / Грег Кёрстин / Алекс Ориет / Дэвид Фелан / музыка и слова народные) | Милана Компаниченко | Анна Качуровская    |
| 4 | Владислав Тюкин  | «Озеро надежды» (Игорь Николаев) | Макар Смыслов       | Полина Сюткина      |
| 5 | Ксения Коваленко | «Dancing Queen» (Стиг Андерсон / Бенни Андерссон / Бьорн Ульвеус)                                                                         | Варвара Бутко       | Андрей Аверин       |

#### Песня на вылет
| № | Участник         | Песня | Результат                    |
| - | ---------------- | --- | ---------------------------- |
| 1 | София Фанта      | «Run to You» (Аллан Рич / Джад Фридман) | Прошла в дополнительный этап |
| 2 | Мирон Проворов   | «Батарейка» / «FRIENDS» (Валерий Жуков / Кристофер Комсток / Энн-Мари Николсон / Ричард Бордман / Жасмин Томпсон / Натали Данн / Сара Блэнчард / Пабло Боумэн / Иден Андерсон) | Прошёл в дополнительный этап |
| 3 | Юлия Гаврилова   | «Ай вы, цыгане» (музыка и слова народные) | Прошла в финал               |
| 4 | Владислав Тюкин  | «Feelings» (Моррис Альберт / Луис Гасте) | Прошёл в финал               |
| 5 | Ксения Коваленко | «Route 66» (Бобби Труп) | Прошла в дополнительный этап |

### Выпуск № 10: «Поединки» и «Песня на вылет». Команда Егора Крида
Выпуск вышел в эфир 16 апреля 2021 года.

#### Поединки
| № | Победитель          | Песня | Проигравшие       | Проигравшие         |
| - | ------------------- | --- | ----------------- | ------------------- |
| 1 | Анна Волкова        | «Психушка» (Артур Покатаев / Валентина Карнаухова)                                                                                               | Пётр Затолочный   | Таисия Хабибуллина  |
| 2 | София Медведева     | «Детство» (Фаик Мирзаев / Рауф Мирзаев) | Маргарита Бавская | Станислав Кашеваров |
| 3 | Елизавета Трофимова | «Call Me Maybe» / «Happy End» (Карли Рэй Джепсен / Джошуа Рэмзи / Тавиш Кроу / Ольга Животкова / Егор Крид)                                      | Арсений Слесарев  | Ева Поклонская      |
| 4 | Георгий Дзебоев     | «2 типа людей» (Максим Корж) | Кирилл Томилин    | Даниэль Голяна      |
| 5 | Алиса Трифонова     | «No Time to Die» / «Writing’s on the Wall» / «GoldenEye» (Билли Айлиш / Финнеас О`Коннелл / Сэм Смит / Джеймс Напьер / Дэвид Эванс / Пол Хьюсон) | Ева Темнюк        | Евгения Гайдова     |

#### Песня на вылет
| № | Участник            | Песня                                                                             | Результат                    |
| - | ------------------- | --------------------------------------------------------------------------------- | ---------------------------- |
| 1 | Анна Волкова        | «My Heart Will Go On» (Джеймс Хорнер / Уилл Дженнингс)                            | Прошла в финал               |
| 2 | София Медведева     | «If I Ain’t Got You» (Алиша Киз)                                                  | Прошла в дополнительный этап |
| 3 | Елизавета Трофимова | «Overjoyed» (Стиви Уандер)                                                        | Прошла в финал               |
| 4 | Георгий Дзебоев     | «УВЛИУВТ» (Дмитрий Монатик)                                                       | Прошёл в дополнительный этап |
| 5 | Алиса Трифонова     | «Shallow» (Стефани Джерманотта / Энтони Россомандо / Марк Ронсон / Эндрю Блэкмор) | Прошла в дополнительный этап |

## Дополнительный этап

### Выпуск № 11: Дополнительный этап
Выпуск вышел в прямом эфире в пятницу 23 апреля 2021 года.
| — Участник прошёл в финал |
| — Участник покинул проект |

| Выпуск                | Наставник       | № | Участник           | Песня | Голоса зрителей | Итог           |
| Выпуск 11 (23 апреля) |                 |   |                    | |                 |                |
| --------------------- | --------------- | - | ------------------ | --- | --------------- | -------------- |
| Выпуск 11 (23 апреля) | Баста           | 1 | Полина Данильченко | «Песня мушкетеров» (Максим Дунаевский / Юрий Ряшенцев)                                                              | 23,7%           | Выбыла         |
| Выпуск 11 (23 апреля) | Баста           | 2 | Тимофей Завалинич  | «Без тебя» (Игорь Зубков / Константин Арсенев)                                                                      | 51,2%           | Прошёл в Финал |
| Выпуск 11 (23 апреля) | Баста           | 3 | Василиса Суюнова   | «Танцы» (Юрий Музыченко / Павел Личадеев)                                                                           | 25,1%           | Выбыла         |
| Выпуск 11 (23 апреля) | Светлана Лобода | 4 | Ксения Коваленко   | «Jogi» (Раджиндер Сингх)                                                                                            | 3,5%            | Выбыла         |
| Выпуск 11 (23 апреля) | Светлана Лобода | 5 | Мирон Проворов     | «Наше лето» (Юрий Каплан)                                                                                           | 35,2%           | Выбыл          |
| Выпуск 11 (23 апреля) | Светлана Лобода | 6 | София Фанта        | «Earth Song» (Майкл Джексон)                                                                                        | 61,3%           | Прошла в Финал |
| Выпуск 11 (23 апреля) | Егор Крид       | 7 | Георгий Дзебоев    | «Не сходи с ума» / «Relax, Take It Easy» (Тимур Юнусов / Ирина Дубцова / Валерий Евсиков / Майкл Пеннимен / Ник Ид) | 16,2%           | Выбыл          |
| Выпуск 11 (23 апреля) | Егор Крид       | 8 | София Медведева    | «Под гипнозом» (Дмитрий Лорен / Анна Дзюба)                                                                         | 13,3%           | Выбыла         |
| Выпуск 11 (23 апреля) | Егор Крид       | 9 | Алиса Трифонова    | «A Million Dreams» (Бендж Пасек / Джастин Пол)                                                                      | 70,5%           | Прошла в Финал |

## Финал и Суперфинал

### Выпуск № 12: Финал и Суперфинал
Выпуск вышел в прямом эфире в пятницу 30 апреля 2021 года.

#### Финал
| — Участник прошёл в Суперфинал |
| — Участник покинул проект      |

| Выпуск                | Наставник       | № | Участник            | Песня                                                                              | Голоса зрителей | Итог                |
| Выпуск 12 (30 апреля) |                 |   |                     |                                                                                    |                 |                     |
| --------------------- | --------------- | - | ------------------- | ---------------------------------------------------------------------------------- | --------------- | ------------------- |
| Выпуск 12 (30 апреля) | Баста           | 1 | Тимофей Завалинич   | «В самое сердце» (Александр Пенкин)                                                | 31,3%           | Выбыл               |
| Выпуск 12 (30 апреля) | Баста           | 2 | Кира Гоголадзе      | «Amazing» (Стивен Талларико / Ричард Супа)                                         | 33,9%           | Выбыла              |
| Выпуск 12 (30 апреля) | Баста           | 3 | Мария Политикова    | «Последняя поэма» (Алексей Рыбников / Рабиндранат Тагор / Аделина Адалис-Ефрон)    | 34,8%           | Прошла в суперфинал |
| Выпуск 12 (30 апреля) | Светлана Лобода | 4 | Юлия Гаврилова      | «Whenever, Wherever» (Тим Митчелл / Глория Эстефан / Шакира Риполл)                | 22,1%           | Выбыла              |
| Выпуск 12 (30 апреля) | Светлана Лобода | 5 | Владислав Тюкин     | «Не отрекаются любя» (Марк Минков / Вероника Тушнова)                              | 55,7%           | Прошёл в суперфинал |
| Выпуск 12 (30 апреля) | Светлана Лобода | 6 | София Фанта         | «В наших глазах» (Виктор Цой / Юрий Каспарян / Игорь Тихомиров / Георгий Гурьянов) | 22,2%           | Выбыла              |
| Выпуск 12 (30 апреля) | Егор Крид       | 7 | Анна Волкова        | «Ветер перемен» (Максим Дунаевский / Наум Олев)                                    | 10,7%           | Выбыла              |
| Выпуск 12 (30 апреля) | Егор Крид       | 8 | Алиса Трифонова     | «Bring Me to Life» (Эми Ли / Бенджамин Муди / Дэвид Ходжес)                        | 25,4%           | Выбыла              |
| Выпуск 12 (30 апреля) | Егор Крид       | 9 | Елизавета Трофимова | «Я скучаю по тебе» (Сергей Трофимов)                                               | 63,9%           | Прошла в суперфинал |

#### Суперфинал
| Выпуск                | Наставник       | № | Участник            | Песня                                                                 | Голоса зрителей | Итог         |
| Выпуск 12 (30 апреля) |                 |   |                     |                                                                       |                 |              |
| --------------------- | --------------- | - | ------------------- | --------------------------------------------------------------------- | --------------- | ------------ |
| Выпуск 12 (30 апреля) | Баста           | 1 | Мария Политикова    | «До свидания, лето!» (Александр Зацепин / Леонид Дербенев)            | 14%             | Третье место |
| Выпуск 12 (30 апреля) | Светлана Лобода | 2 | Владислав Тюкин     | «Who Wants to Live Forever» (Брайан Мэй)                              | 43,7%           | Победитель   |
| Выпуск 12 (30 апреля) | Егор Крид       | 3 | Елизавета Трофимова | «Спят усталые игрушки» (Аркадий Островский / Зоя Петрова / Егор Крид) | 42,3%           | Второе место |

| № | Исполнитель        | Песня                                                                                           |
| - | ------------------ | ----------------------------------------------------------------------------------------------- |
| 1 | Финалисты 8 сезона | «The Winner Takes It All» (Бенни Андерссон / Бьорн Ульвеус русский текст Анастасия Чеважевская) |

## Лучший Наставник сезона
Резyльтаты
| - Лучший Наставник - Второе место - Третье место | - Лучший Наставник выпуска |

| Наставник       | Голосование (по выпускам) | Голосование (по выпускам) | Голосование (по выпускам) | Голосование (по выпускам) | Голосование (по выпускам) | Голосование (по выпускам) | Голосование (по выпускам) | Голосование (по выпускам) | Голосование (по выпускам) | Итог             |
| Наставник       | #1                        | #2                        | #3                        | #4                        | #5                        | #6                        | #7                        | #11                       | Общее                     | Итог             |
| --------------- | ------------------------- | ------------------------- | ------------------------- | ------------------------- | ------------------------- | ------------------------- | ------------------------- | ------------------------- | ------------------------- | ---------------- |
|                 |                           |                           |                           |                           |                           |                           |                           |                           |                           |                  |
| Баста           | 56%                       | 58%                       | 59%                       | 57%                       | 60%                       | 57%                       | 57%                       | 47%                       | 56%                       | Лучший Наставник |
| Егор Крид       | 21%                       | 26%                       | 25%                       | 29%                       | 27%                       | 27%                       | 25%                       | 40%                       | 27%                       | Второе место     |
| Светлана Лобода | 23%                       | 16%                       | 16%                       | 14%                       | 13%                       | 16%                       | 18%                       | 13%                       | 17%                       | Третье место     |

## Рейтинги сезона
| Выпуск | Выпуск                           | Дата показа     | Код выпуска | Время показа (UTC+3) | Аудитория | Аудитория |
| Выпуск | Выпуск                           | Дата показа     | Код выпуска | Время показа (UTC+3) | Рейтинг   | Доля      |
| ------ | -------------------------------- | --------------- | ----------- | -------------------- | --------- | --------- |
| 1      | «Слепые прослушивания. Выпуск 1» | 12 февраля 2021 | 801         | Пятница 21:30        | 5,3       | 19,7%     |
| 2      | «Слепые прослушивания. Выпуск 2» | 20 февраля 2021 | 802         | Суббота 21:30        | 4,6       | 16,9%     |
| 3      | «Слепые прослушивания. Выпуск 3» | 26 февраля 2021 | 803         | Пятница 21:30        | 4,4       | 15,2%     |
| 4      | «Слепые прослушивания. Выпуск 4» | 5 марта 2021    | 804         | Пятница 21:30        | 4,5       | 16,3%     |
| 5      | «Слепые прослушивания. Выпуск 5» | 12 марта 2021   | 805         | Пятница 21:30        | 4,7       | 16,9%     |
| 6      | «Слепые прослушивания. Выпуск 6» | 19 марта 2021   | 806         | Пятница 21:30        | 4,4       | 15.4%     |
| 7      | «Слепые прослушивания. Выпуск 7» | 27 марта 2021   | 807         | Суббота 19:25        | 2,9       | 9,6%      |
| 8      | «Поединки. Выпуск 1»             | 2 апреля 2021   | 808         | Пятница 21:30        | 4,1       | 15,1%     |
| 9      | «Поединки. Выпуск 2»             | 9 апреля 2021   | 809         | Пятница 21:30        | 4,1       | 16,4%     |
| 10     | «Поединки. Выпуск 3»             | 16 апреля 2021  | 810         | Пятница 21:30        | 4,0       | 15,3%     |
| 11     | «Дополнительный этап»            | 23 апреля 2021  | 811         | Пятница 21:30        | 4,0       | 14,9%     |
| 12     | «Финал»                          | 30 апреля 2021  | 812         | Пятница 21:30        | 4,2       | 17.0%     |

## Комментарии
1. ↑  Баста — лучший Наставник 1-го выпуска.
2. ↑  Баста — лучший Наставник 2-го выпуска.
3. ↑  Баста — лучший Наставник 3-го выпуска.
4. ↑  Баста — лучший Наставник 4-го выпуска.
5. ↑  Баста — лучший Наставник 5-го выпуска.
6. ↑  Баста — лучший Наставник 6-го выпуска.
7. ↑  Баста — лучший Наставник 7-го выпуска.
8. ↑  Баста — лучший Наставник 11-го выпуска.